# Spikklubba

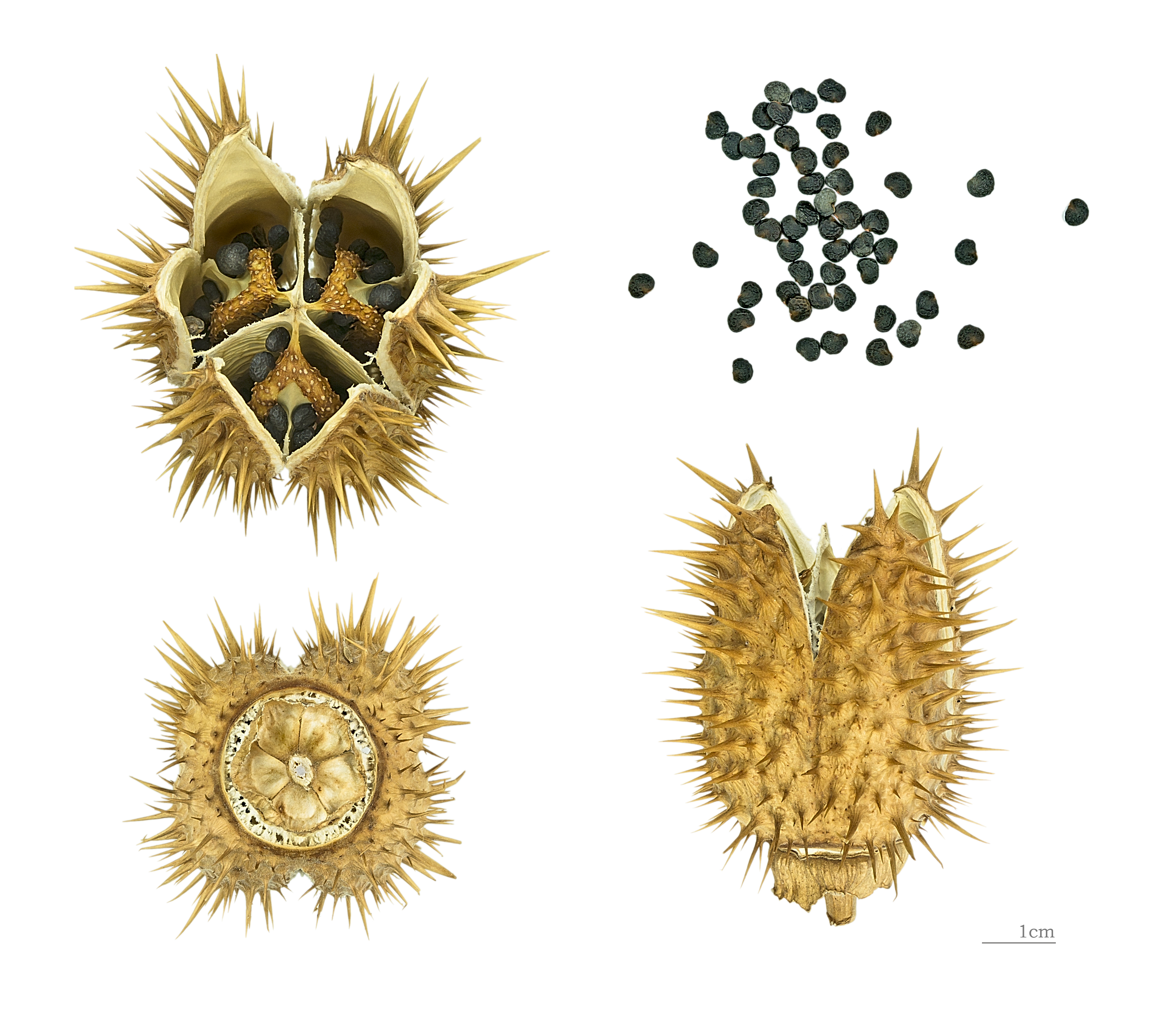
Datura stramonium

Spikklubba (Datura stramonium) är en ettårig ört inom släktet spikklubbor och familjen potatisväxter. Den härstammar från Mexiko men finns naturaliserad på många håll världen över. Dess utbredning i Norden sträcker sig till Sveriges västkust, den sydliga kusten i Norge och hela Danmark. Men den kan även återfinnas på spridda platser i Syd- och Mellansverige, nästan hela Norge och södra Finland. Spikklubba är sällsynt men trivs på öppen mark och kan återfinnas på exempelvis havsstränder, i hamnar, vägrenar, trädgårdar, på potatisåkrar och tippar.  
Den blir från 20 till 120 cm hög och blommar från juli till oktober med vita till violetta trattlika blommor. Dess doft är angenäm, och bildar efter pollinering en frukt som består av en upprätt kapsel som är 3,5 till 7 cm stor, äggrund och som är slät eller har 2 till 25 millimeter långa taggar.

## Varieteter
Fyra varieteter och några former erkänns ibland, men har troligen tveksamt taxonomiskt värde:
- var. stramonium - har vita blommor och taggiga frukter. Denna varietet kan ytterligare delas in i två former; f. stramonium där alla frukter är taggiga och f. labilis som har både släta och taggiga frukter på samma planta.

- Slät spikklubba (var. inermis) - har vita blommor och släta frukter.

- Slät violspikklubba (var. godronii) - har violetta blommor och släta frukter.

- Violspikklubba (var. tatula) - har violetta blommor och taggiga frukter. Den kan delas in i två former, f. tatula med svagt utvecklad violett färg och f. bernhardii med starkt utvecklad violett färg.

## Sorter
- - 'La Fleur Lilac' (var. tatula) - har starkt violetta blommor. Den säljs ibland av fröfirmor, dock ofta felaktigt under namnen Datura metel eller Datura meteloides.

## Kemi
Växten är mycket giftig men förgiftningar genom olyckshändelse är dock ovanliga. I maj 2013 förekom i Finland frön i djupfrysta grönsaksblandningar från Spanien, med flera förgiftningsfall som följd.
Spikklubba var förr en viktig medicinalväxt, den användes, och används än i dag i Sydafrika, bland annat mot astma. Växten innehåller flera hallucinogena substanser som atropin, hyoscyamin och skopolamin. Dessa ämnen används även i dag som läkemedel inom skolmedicinen.

## Synonymer
var. stramonium
- Datura capensis Bernh.
- Datura loricata Bernh.
- Datura lurida Salisb.
- Datura parviflora Salisb. nom. illeg.
- Datura pseudostramonium Sieber ex Bernh.
- Datura wallichii Dunal
- Stramonium foetidum Scop.
- Stramonium globosum Bubani nom. illeg.
- Stramonium spinosum Lam.
- Stramonium vulgare Moench nom. illeg.
- Stramonium vulgatum Gaertn.

var. stramonium f. labilis Hammer
var. godronii Danert
- Datura stramonium var. godronii (Danert) Geerinck & É.Walravens
- Datura tatula var. inermis Godr.

var. inermis (Juss. ex Jacq.) Schinz & Thell 
- Datura bertolonii Parlat. ex Guss.
- Datura inermis Juss. ex Jacq.
- Datura laevis L. f.
- Datura stramonium f. inermis (Juss. ex Jacq.) Hupke
- Stramonium laeve (L.f.) Moench

var. tatula (L.) Torr. 
- Datura praecox Godr.
- Datura stramonium f. tatula (L.) Danert/B.Boivin?
- Datura stramonium subsp. tatula (L.) Nyman
- Datura stramonium var. chalybaea K.
- Datura tatula L.
- Stramonium tatula (L.) Moench

var. tatula  f. bernhardii (Lundstr.) Danert
- Datura bernhardii Lundstr.

### Webbkällor
- Den nya nordiska floran ISBN 91-46-17584-9